# Mario Alinei
Mario Alinei (Turim, 10 de agosto de 1926 – Impruneta, 8 de agosto de 2018), foi um linguista italiano, professor emérito da Universidade de Utrecht, antigo presidente do Atlas Linguarum Europae (UNESCO) e fundador dos Quaderni di semantica.
\
Alinei é, junto com Colin Renfrew,  um dos principais detratores do modelo "invasionista" do indo-europeu, frente do qual propôs uma alternativa: a teoria da continuidade paleolítica. É, aliás, um especialista na língua etrusca e defende a existência duma relação entre esta língua e a língua húngara.

## Teoria da Continuidade Paleolítica (TCP)
Mario Alinei tem apontado uma série de debilidades do modelo invasionista, nomeadamente a ausência de provas arqueológicas determinantes, la compromission idéologique e o fato de este modelo ser único no mundo. A partir dessas debilidades postulou, como fez também Renfrew, a sua invalidez e a necessidade de dar uma explicação alternativa.
Controvertida em meios universitários, a teoria da continuidade paleolítica, da qual é  autor,  sugestiona uma diferenciação linguística entre as línguas da Europa, não posterior mas anterior ao Neolítico. Chega, inclusive, a pôr em dúvida a importância da família de línguas indo-europeias, declarando: « Mais importante é o fato de Renfrew ter mostrado que os termos neolíticos comuns de numerosas línguas indo-europeias podem ser considerados como vocábulos emprestados.
Sugere também que a diferenciação entre as línguas de Europa ocorreu no Mesolítico.

## Obras publicadas
- Dal totemismo al cristianesimo popolare: Sviluppi semantici nei dialetti italiani ed europei, Filologia, linguistica, semiologia, Edizioni dell'Orso, 1984
- Lingua e dialetti: Struttura, storia e geografia, Collana Studi linguistici e semiologici, editor Il Mulino, 1985
- Origini delle lingue d'Europa, Collezione di Testi e di Studi, I volume 1996, II volume 2000, editor Il Mulino
- Etrusco: una forma arcaica di ungherese, editor Il Mulino, 2003.
- Il sorriso della Gioconda, editor Il Mulino -2006

- Alinei, Mario (1991), L'approccio semantico e storico-culturale: verso un nuovo orizzonte cronologico per la formazione dei dialetti, in Atti del Colloquio «I dialetti e la dialettologia negli anni Novanta» (Lecce: 9-11 de maio de 1991), «Rivista Italiana di Dialettologia», 15, pp 43–65.

- Alinei, Mario (1992), Dialectologie, anthropologie culturelle, archéologie: vers un nouvel horizon chronologique pour la formation des dialectes européens, in AA.VV., Nazioarteko dialektologia biltzarra. Agirak. Actas del Congreso International de Dialectologia Euskaltzaindia (Bilbo: 21-25 de outubro de 1991), Bilbo, Bonaparte, 1992, pp. 577–606.

- Alinei, Mario (1996), Origini delle lingue d'Europa, vol. I - La teoria della continuità. Bologna, Il Mulino.

- Alinei, Mario (1996-2000), Origini delle lingue d'Europa, vol. I - La teoria della continuità. Vol. II: Continuità dal Mesolitico all'età del Ferro nelle principali aree etnolinguistiche. 2 voll., Bologna, Il Mulino.

- Alinei Mario (1997a); L'aspect magico-religieux dans la zoonymie populaire, in Publications de la faculté des lettres, arts, et sciences humaines de Nice, Les zoonymes, Nouvelle série, n. 38.

- Alinei Mario (1997b); Magico-religious motivations in European dialects: a contribution to archaeolinguistics, «Dialectologia et Geolinguistica» 5, pp. 3–30.

- Alinei, Mario (1997c), L'etude historique des etrês imaginaires des Alpes dans le cadre de la theorie de la continuité, in AA.VV., Actes de la Conference Annuelle sur l'activité scientifique du Centre d'Etude Francoprovencales. Les Etres imaginaires dans les recits des Alpes, Aosta, 1996, pp. 103–110.

- Alinei Mario (1997d), La teoria della continuità ed alcuni esempi di lunga durata nel lessico dialettale neolatino, in «Rivista Italiana di dialettologia», 21, pp. 73–96.

- Alinei, Mario (1998a), Towards an invasionless model of Indo-european origins: the continuity theory, in M. Pearce and M. Tosi (eds.), Papers from the EEA Third Annual Meeting at Ravenna 1997. Vol. I: Pre-and Protohistory, pp. 31–33.

- Alinei, Mario (1998b), Il problema dell'etnogenesi ladina alla luce della "teoria della continuità", in Mondo Ladino. "Atti del Convegno I Ladins dles Dolomites". Convegno Interdisciplinare (Vigo di Fassa, 11-14 de setembro de 1996), XXII, pp. 459–487.

- Alinei, Mario (1998c), Nuove prospettive nella ricerca storico-semantica ed etimologica, in «Quaderni di Semantica» 19,2, Atti del XXX Congresso SLI Budapest, Bulzoni, pp. 199–212.

- Alinei, Mario (2000a), Origini delle lingue d'Europa. Vol. II: Continuità dal Mesolitico al Ferro nelle principali aree europee, Bologna, Il Mulino.

- Alinei, Mario (2000b), An alternative model for the origins of European peoples and languages: the continuity theory, «Quaderni di Semantica» 21, pp. 21–50.

- Alinei, Mario (2000c), L'etnogenesi Ladina alla luce delle nuove teorie sulle origini dei popoli indoeuropei, in Atti del Convegno "Ad Gredine forestum: Il costituirsi di una vallata" (Ortisei: 23-25 de setembro de 1999), pp. 23–64.

- Alinei, Mario (2001a), European dialects: a window on the prehistory of Europe, «Lingua e Stile» 36, pp. 219–240.

- Alinei, Mario (2001b), Confini archeologici, confini dialettali: verso una dialettologia interdisciplinare, in G. Marcato (ed.), I confini del dialetto, Atti del Convegno (Sappada/Plodn/Belluno: 5-9 de julho de 2000), Padova, Unipress, pp. 75–94.

- Alinei, Mario (2001c), Conseguenze delle nuove teorie indoeuropeistiche sulla dialettologia romanza, in Badia i Margarit (ed.), «Estudis Romànics», 23, pp. 7–47.

- Alinei, Mario (2001d), Nuove prospettive nella ricerca storico-semantica ed etimologica, in Società di Linguistica Italiana SLI 42, Semantica e Lessicologia Storiche. Atti del XXXII Congresso, Bulzoni, pp. 25–46.

- Alinei, Mario (2002), Towards a Generalized Continuity Model for Uralic and Indoeuropean Languages, in K. Julku (ed.), The Roots of Peoples and Languages of Northern Eurasia IV (Oulu: 18-20 de agosto de 2000), Oulu, Societas Historiae Fenno-Ugricae, pp. 9–33.

- Alinei, Mario (2003), Etrusco: una forma arcaica di ungherese, Bologna, Il Mulino.

- Alinei, Mario (2003b), Interdisciplinary and linguistic evidence for Palaeolithic continuity of Indo-European, Uralic and Altaic populations in Eurasia, in «Quaderni di Semantica» 24,2.